# Six Flags Discovery Kingdom
Six Flags Discovery Kingdom (anciennement connu sous les noms de Six Flags Marine World, Marine World, The New Marine World Theme Park, et Marine World Africa USA) est un parc d'attractions et un parc zoologique situé à Vallejo, en Californie, aux États-Unis. Il appartient au groupe Six Flags depuis 1999.

## Histoire

### Les débuts
Le premier parc ouvre en 1968 sous le nom Marine World, c'est à l'époque un aquarium situé à Foster City à côté de Redwood City au sud de la baie de San Francisco. Le parc est détenu par American Broadcasting Company et la société utilise la chaîne pour promouvoir le parc. L'émission est produite par Michael Eisner qui réussit à la faire présenter par Bing Crosby.
Au milieu des années 1970, le parc est fusionné avec le parc animalier appelé Africa USA (différent de celui existant en Floride de 1953 à 1961) et devient donc Marine World Africa USA. ABC revend le parc en 1972.
En 1985, l'augmentation de la valeur du terrain qu'occupait le parc poussa les gérants à trouver une autre propriété. La construction commença alors dans la ville de Vallejo, en Californie. Le nouveau Marine World ouvrit au public en 1986. Le personnage de Garfield fut utilisé pour ce parc. L'ancien parc a été détruit et remplacé par le siège d'Oracle Corporation.
À partir de 1996, c'est la ville de Vallejo qui est devenue propriétaire des lieux.

### Le parc d'attractions
Rapidement Premier Parks loua à la ville le parc pour s'occuper de sa gestion et le faire évoluer. Ils ajoutèrent quelques attractions mécaniques comme en 1997, avec l'arrivée de deux attractions majeures (Popeye's Seaport et DinoSphere).
Au fil des années, les attractions furent ajoutées. En 1998, le parc accueille deux montagnes russes (Kong et Boomerang). Le parc change alors encore une fois de nom et devient The New Marine World Theme Park.

### Six Flags
Tout en continuant à ajouter régulièrement de nouvelles attractions au parc, Premier Parks décide de renommer le parc en 1999. Le parc devient alors Six Flags Marine World. Ce changement est important car il marque l'arrivée des personnages de Looney Tunes dans la thématique des attractions.
La construction des attractions de plus en plus importantes va continuer, on voit ainsi arriver en 2000 Medusa, en 2001 V2: Vertical Velocity, en 2003 Zonga (un montagnes russes en métal venu du parc Six Flags Astroworld.
Le 17 janvier 2007, Six Flags annonce le nouveau nom du parc. Il devient Six Flags Discovery Kingdom. Ce nouveau nom permet de refléter les trois aspects du parc (parc animalier, aquarium et parc d'attractions). Le parc est alors séparé en différentes zones (Terre, Mer et Ciel)

## L'aquarium
Six Flags possède 13 grands dauphins dont 3 capturés et 1 secouru : Chelsea (F-40 ans), Jasmine (F-34 ans), Merlin (M-34 ans), Liberty (M-29 ans), Avalon (M-26 ans), Brisdy (M-26 ans), Brandy (M-20 ans), Deke (M-19 ans), Cupid (M-18 ans), Yoshe (F-16 ans), Mattie (F-14 ans), Mavrick (M-12 ans) et Apollo (M-13 ans).

## Le parc d'attractions

### Sensations fortes

#### En fonction
| Nom                         | Type                                | Constructeur                | Année |
| --------------------------- | ----------------------------------- | --------------------------- | ----- |
| Batman: The Ride            | Wing Rider                          | S&S - Sansei Technologies   | 2019  |
| Boomerang Coast to Coaster  | Navette / Boomerang                 | Vekoma                      | 1998  |
| Cobra                       | Junior / Tivoli large               | Zierer                      | 2000  |
| Dare Devil Chaos Coaster    | Giant Loop                          | Larson International        | 2015  |
| Flash: Vertical Velocity    | Inversées / Twisted Impulse Coaster | Intamin                     | 2001  |
| Hammerhead Shark            | Hawk                                | Zamperla                    | 1998  |
| Harley Quinn Crazy Coaster  | Single-rail E-Powered               | Skyline Attractions         | 2018  |
| Joker                       | Bois                                | Rocky Mountain Construction | 2016  |
| Kong                        | Inversées / SLC                     | Vekoma                      | 1998  |
| Medusa                      | Sans sol                            | Bolliger & Mabillard        | 2000  |
| SkyScreamer                 | Sky Flyer                           | Fun Time                    | 2011  |
| Superman Ultimate Flight    | Montagnes russes assises            | Premier Rides               | 2012  |
| Wonder Woman Lasso of Truth | Frisbee                             | Zamperla                    | 2017  |

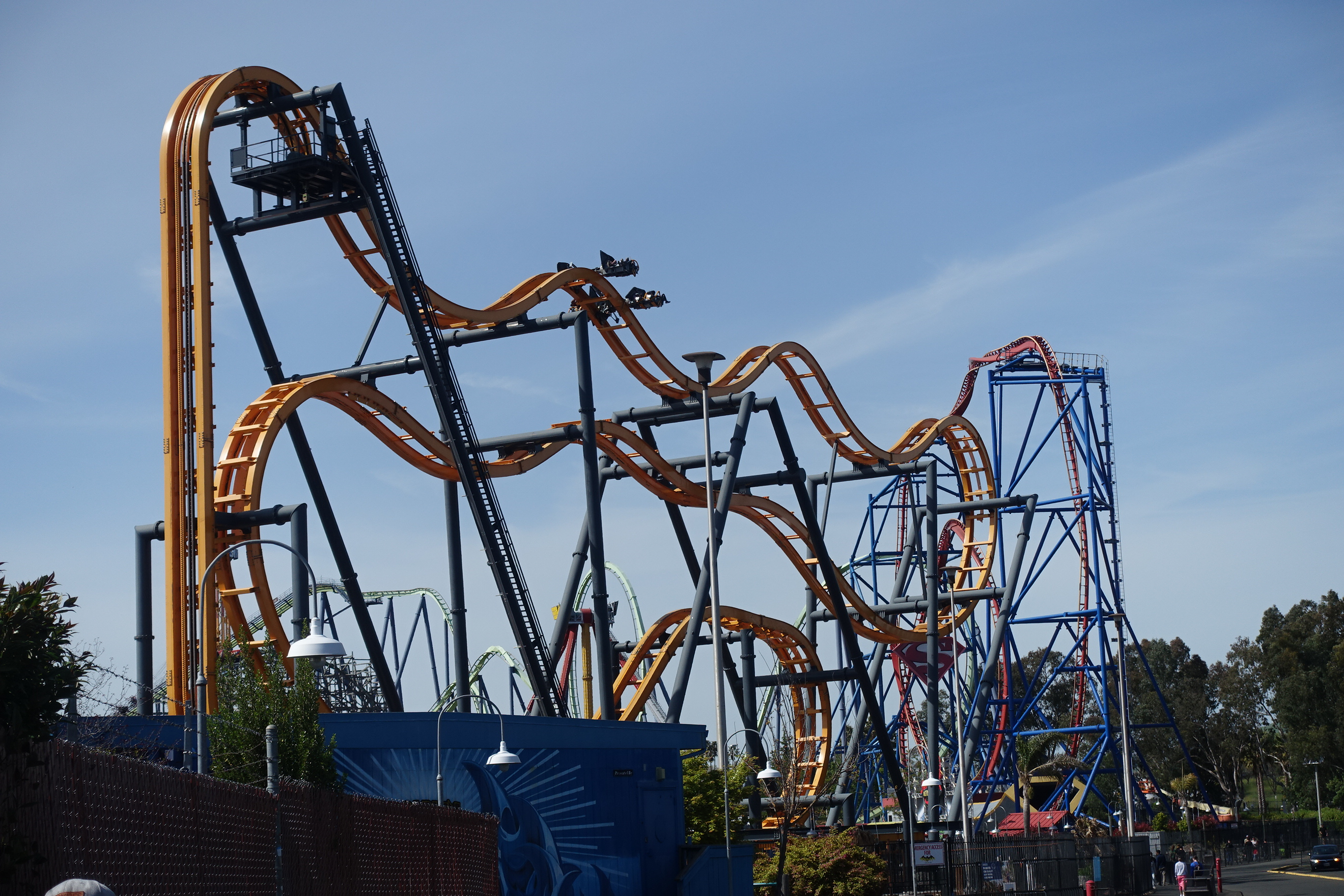
Batman: The Ride
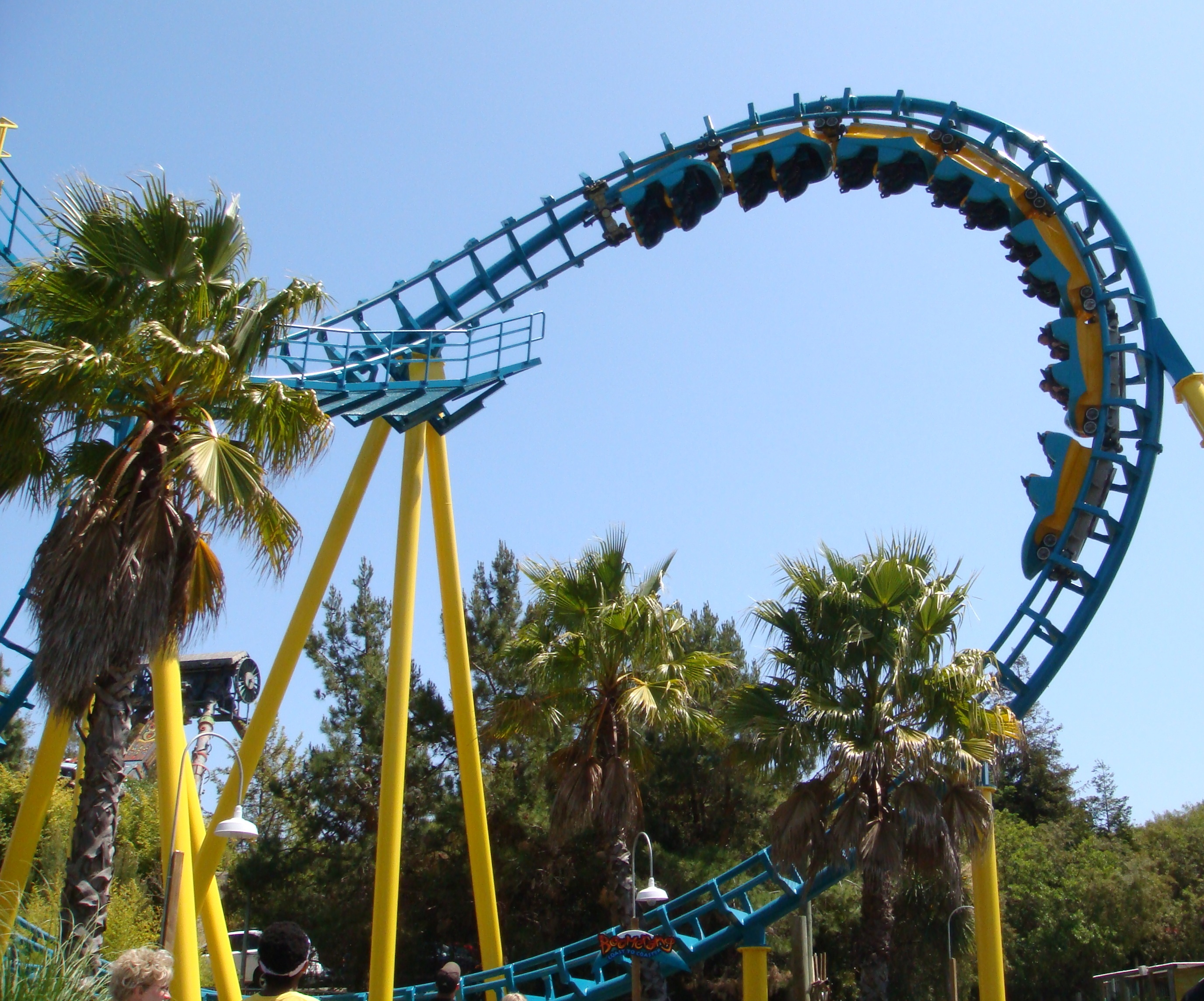
Boomerang Coast to Coaster
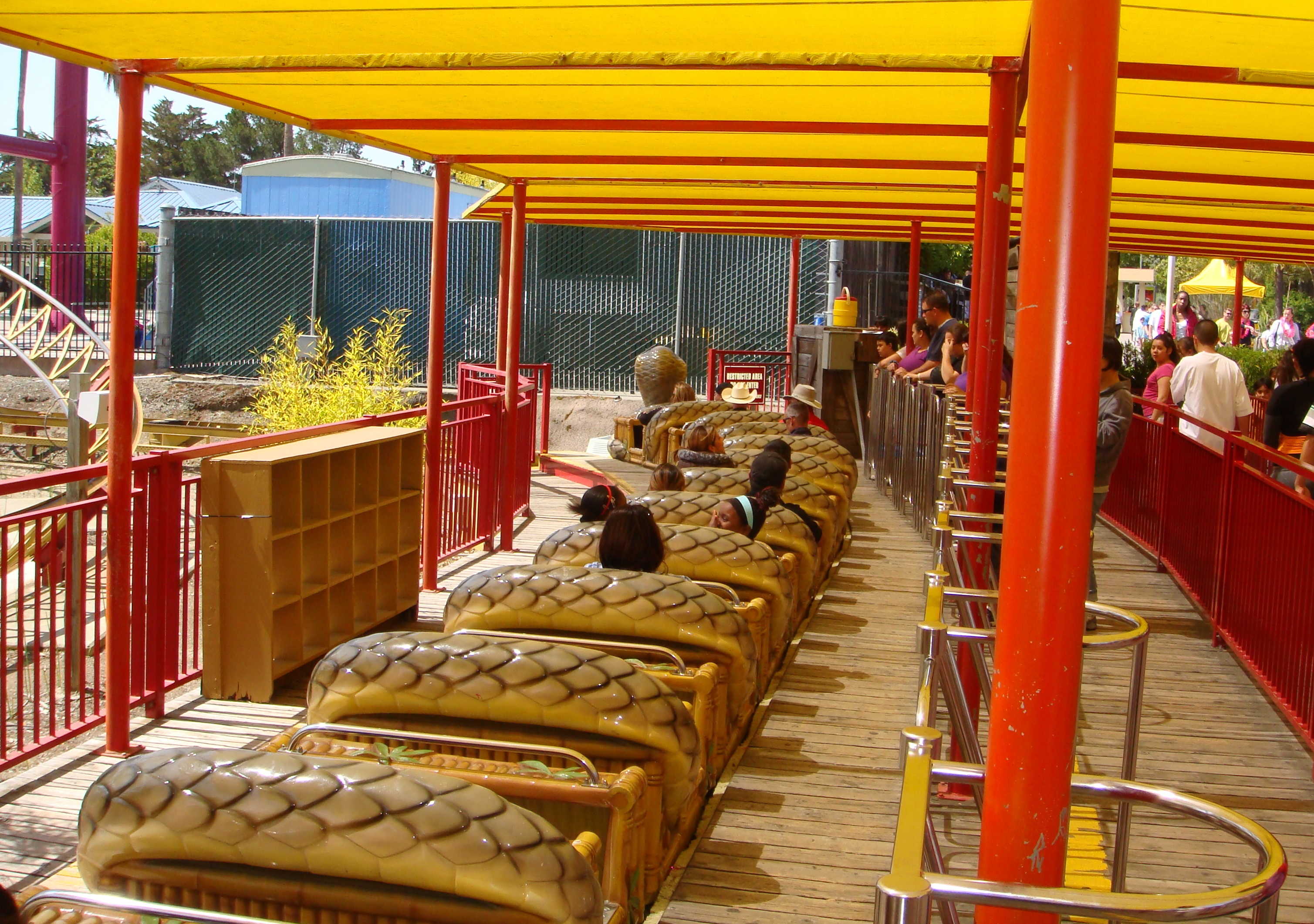
Cobra
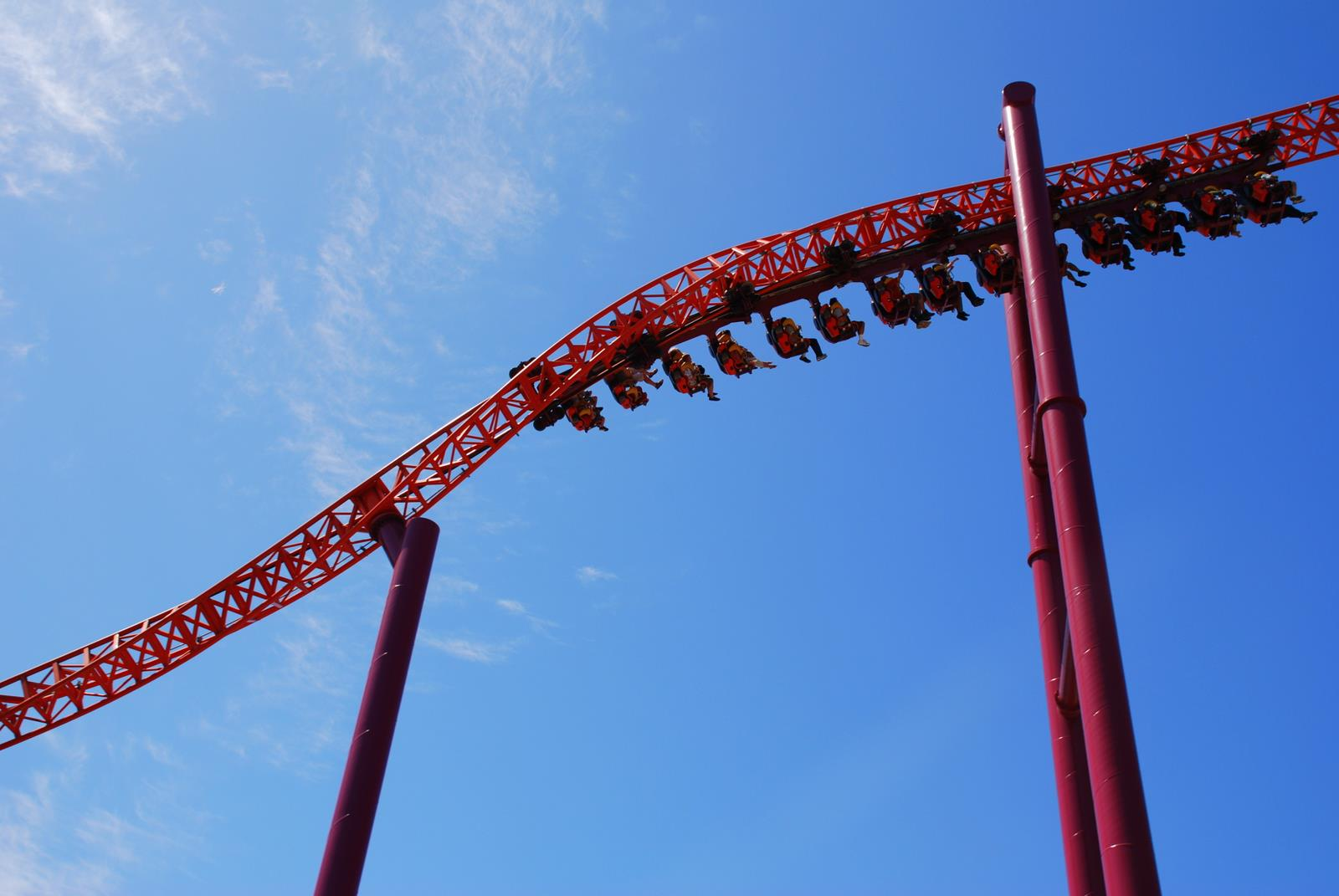
Flash: Vertical Velocity
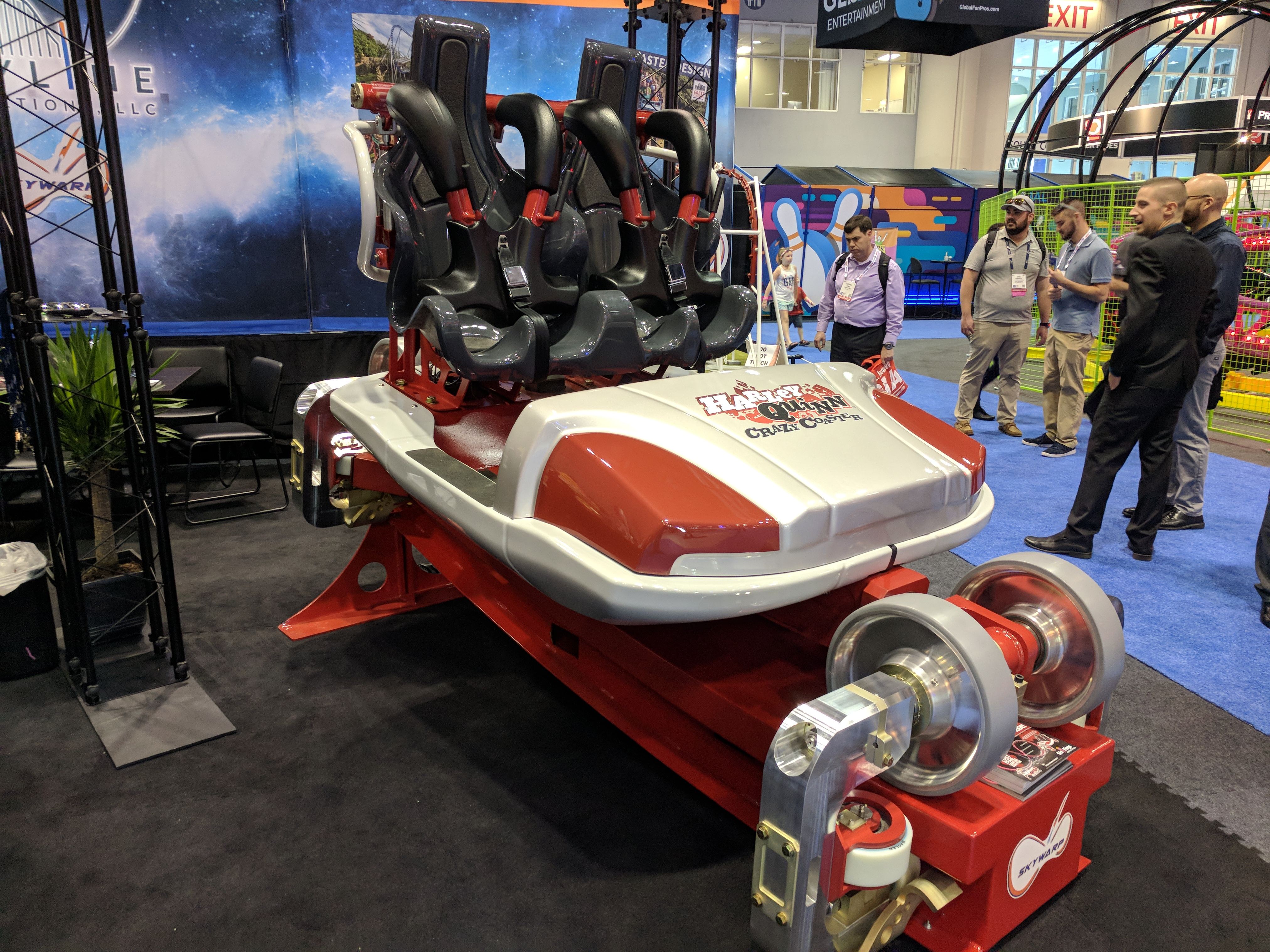
Train de Harley Quinn Crazy Coaster
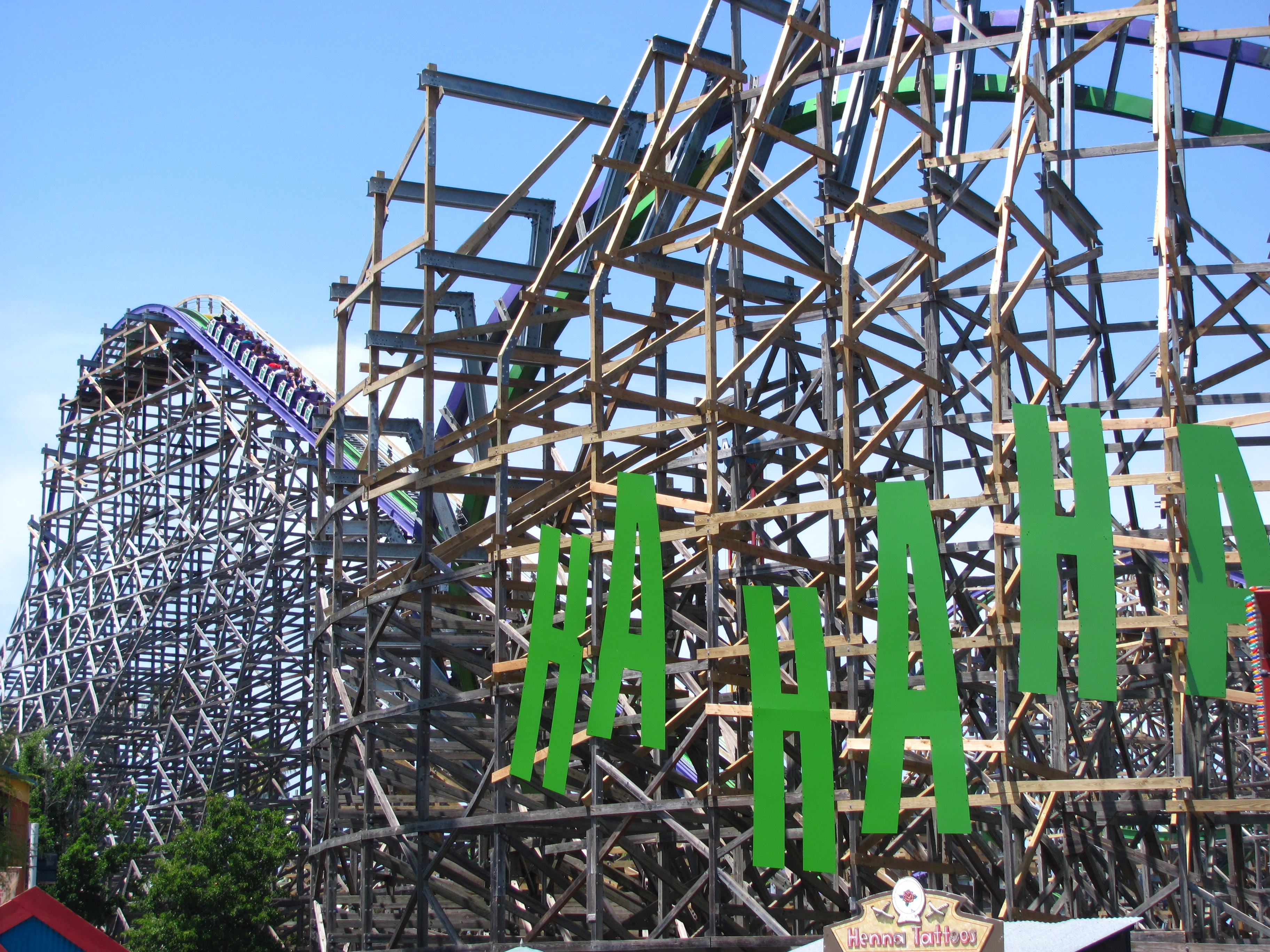
Joker
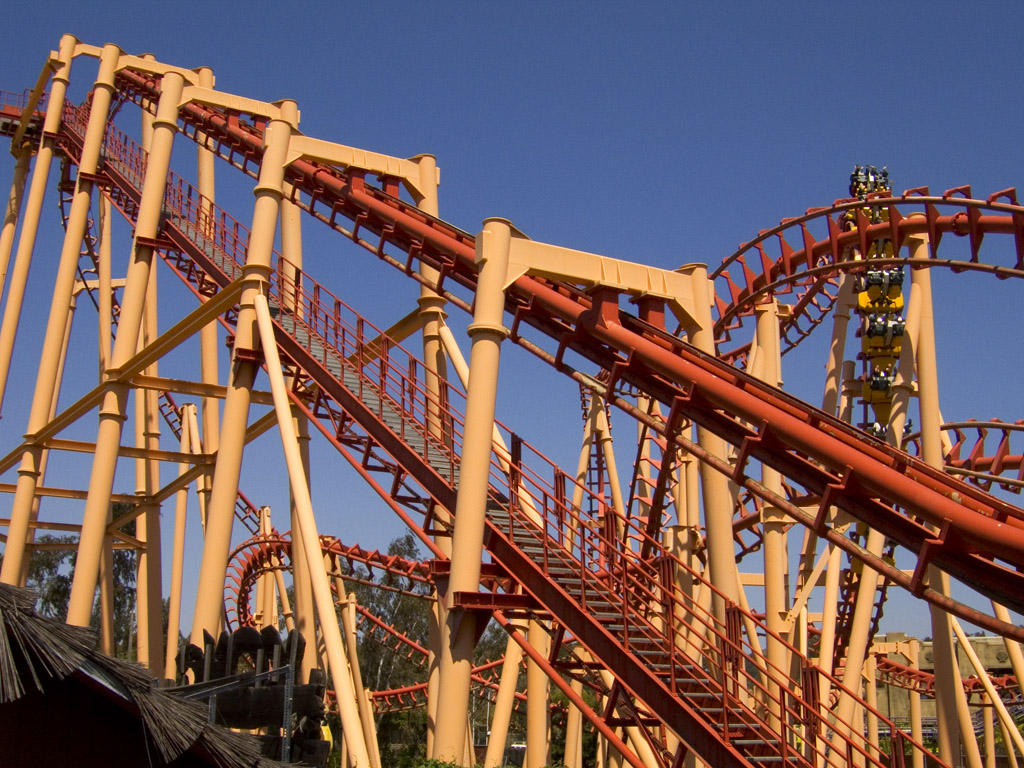
Kong
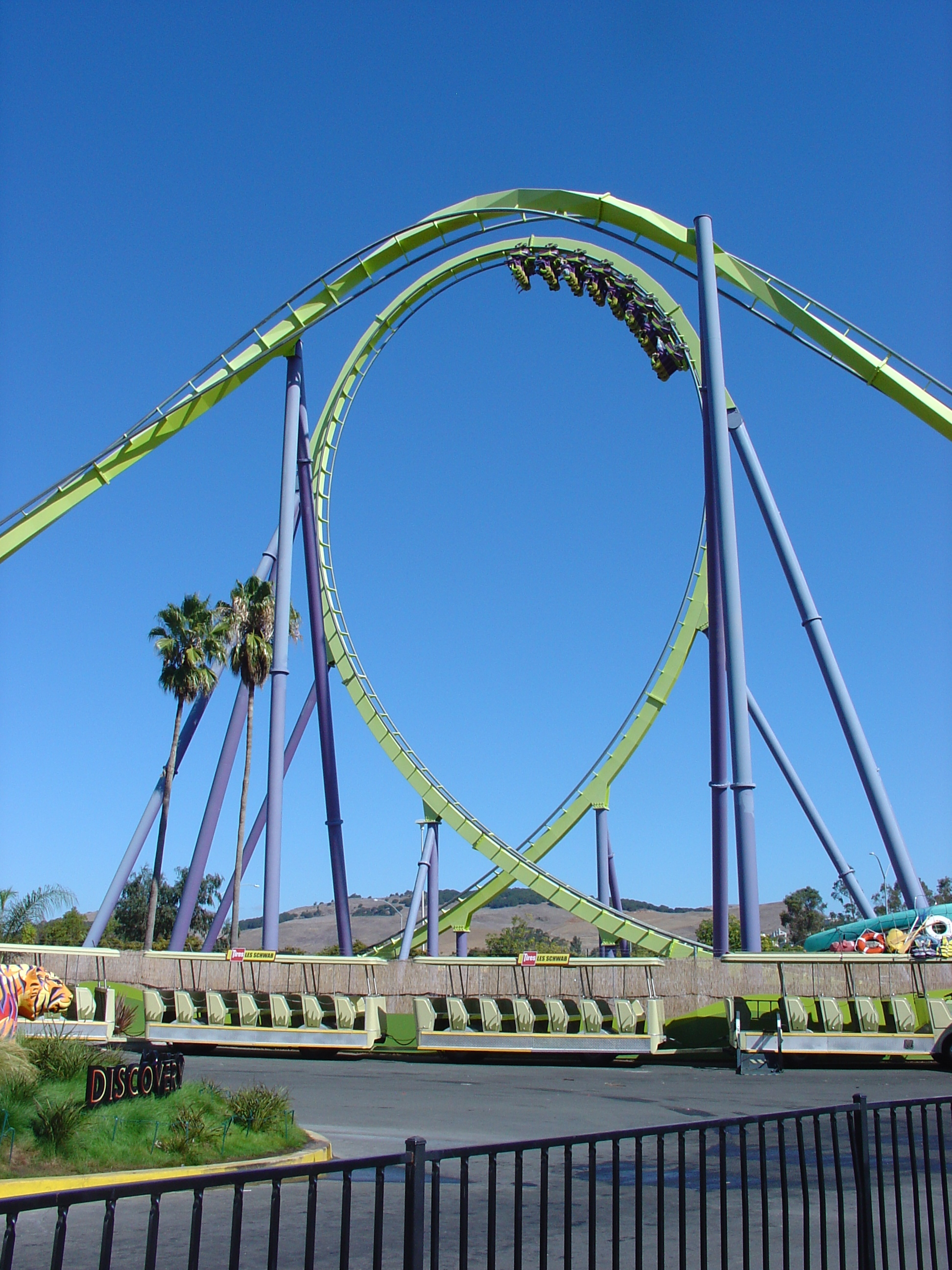
Medusa
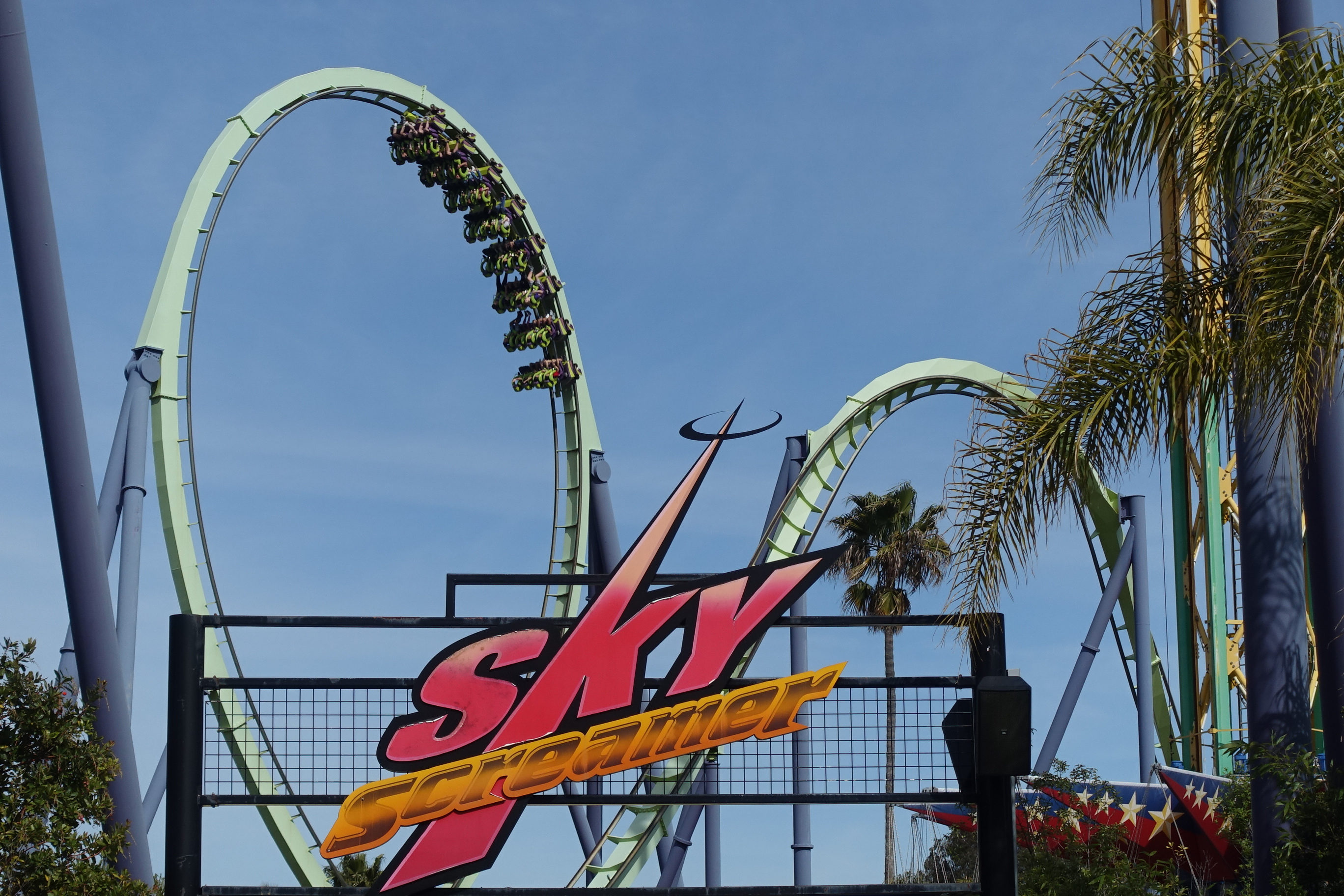
SkyScreamer
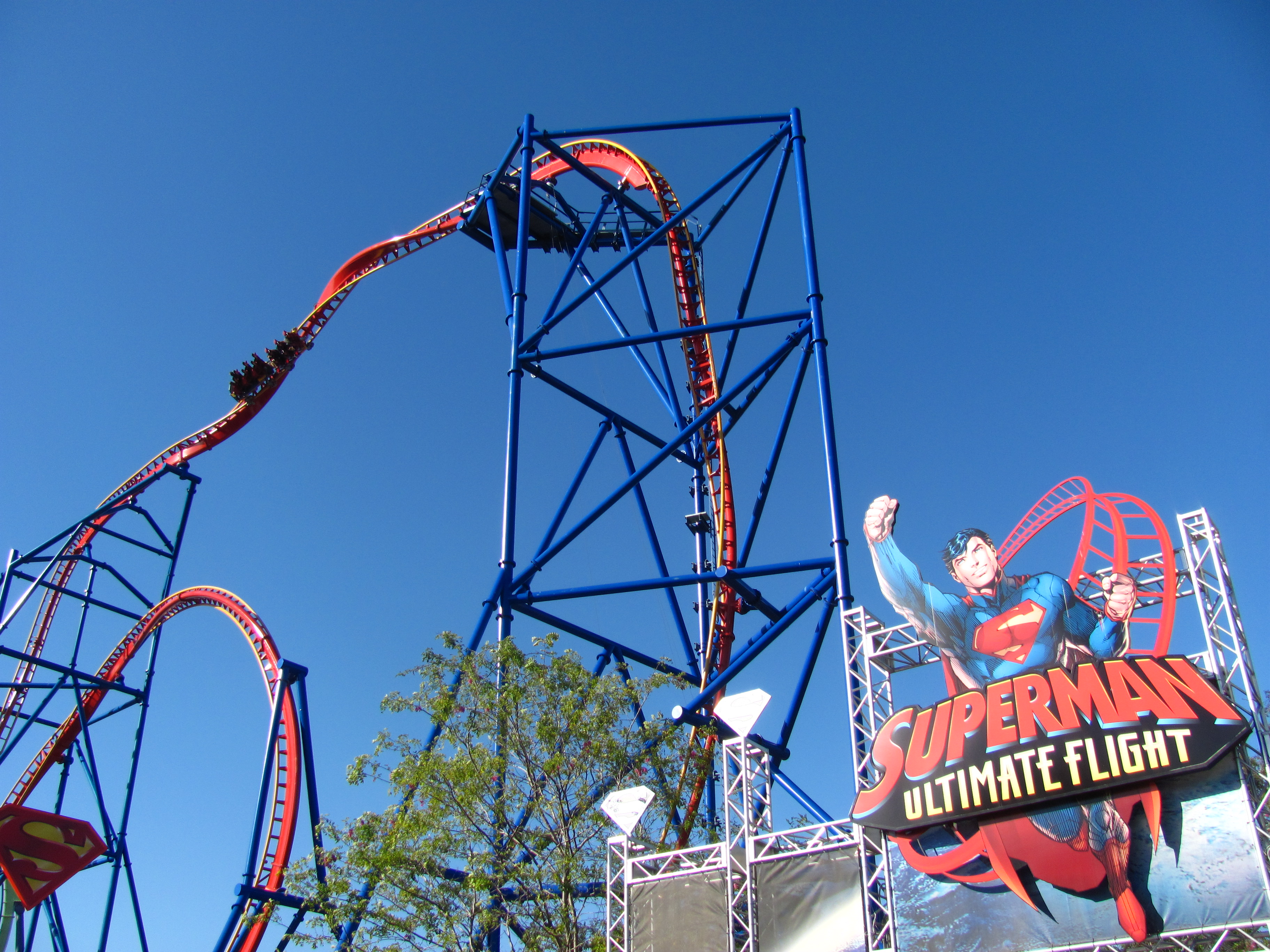
Superman Ultimate Flight
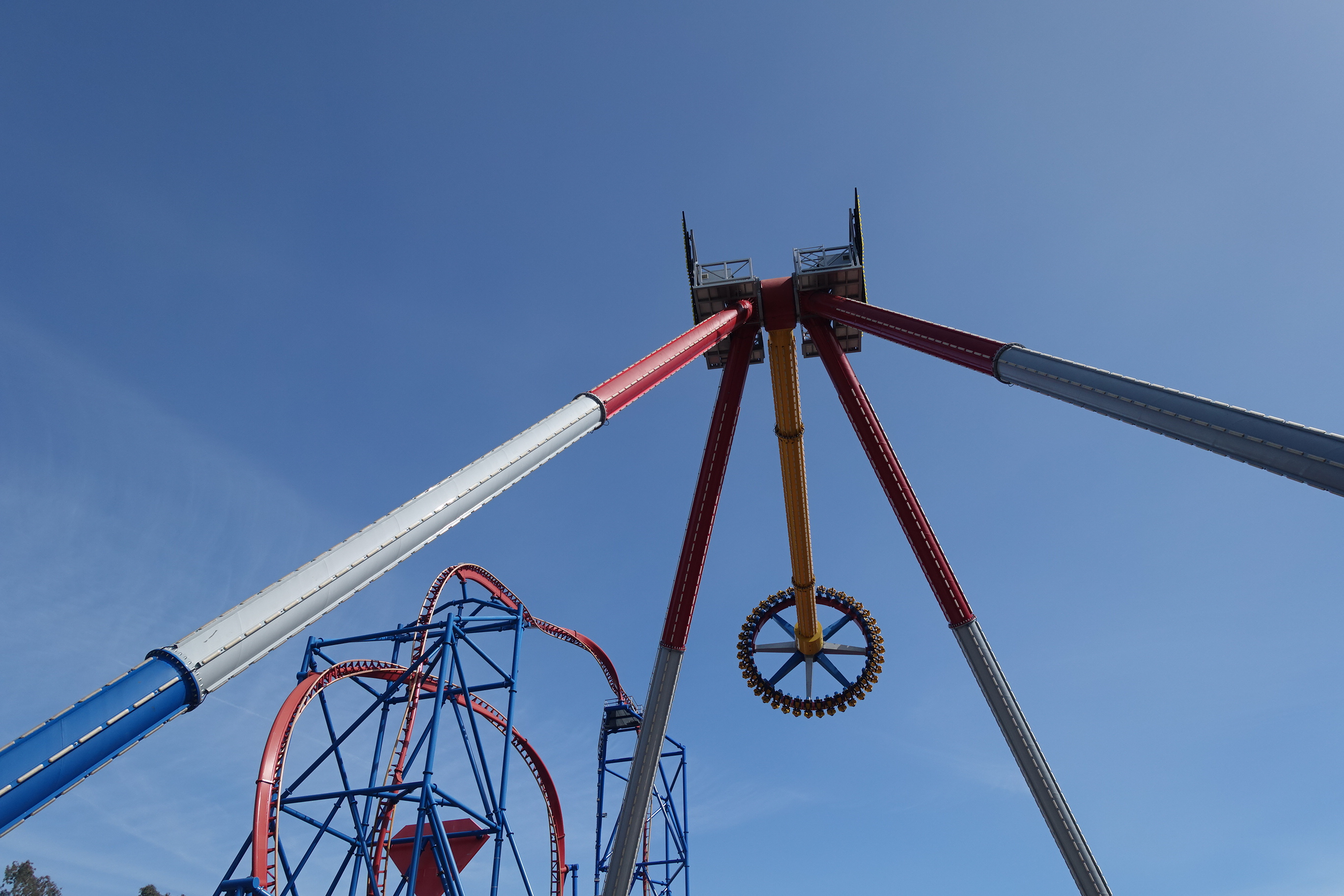
Wonder Woman Lasso of Truth

#### Intermédiaire
| Nom                      | Type                          | Constructeur                   | Année D'ouverture |
| ------------------------ | ----------------------------- | ------------------------------ | ----------------- |
| Boardwalk Bumper Buggies | Autos-tamponneuses            | C&S (base) / Ninja (véhicules) | 1998              |
| Monkey Business          | Tasses                        |                                | 1998              |
| Monsoon Falls            | Spillwater water ride         | Intamin                        | 1999              |
| Scat-A-Bout              | Scambler                      | Eli Bridge Company             | 1999              |
| Sidewinder Safari        | Montagnes russes tournoyantes | Zamperla                       | 2020              |
| The Ark                  | Bateau à bascule              | Zamperla                       | 1998              |
| The Penguin Ride         | Twist 'n' Splash              | Mack Rides                     | 2014              |
| Thrilla Gorilla          | Catterpilar                   | Zamperla                       | 1998              |
| Wave Swinger             | Chaises volantes              | ?                              | ?                 |
| White Water Safari       | Bouées                        | Intamin                        | 1999              |

| Nom                             |
| ------------------------------- |
| AcmeFun Factory                 |
| Air Penguins                    |
| Bugs’ Buccaneer                 |
| Congo Queen                     |
| Elmer’s Weather Balloon Service |
| Foghorn’s Seaport Railway       |
| Frog Hopper                     |
| Merlin’s Seaside Tours          |
| Monkey Around                   |
| Nairobi’s Look Out Balloons     |
| Pepe Le Pew’s Rafts of Romance  |
| Road Runner Express             |
| Safari Jeep Tours               |
| Seaport Carousel                |
| Seaside Railway                 |
| Splashwater Oasis               |
| Splish Splash Zone              |
| Sylvester’s Pounce & Bounce     |
| Taz’s Typhoon                   |
| Yosemite Sam's Flight School    |
| Zoe’s Tree House                |

#### Disparues

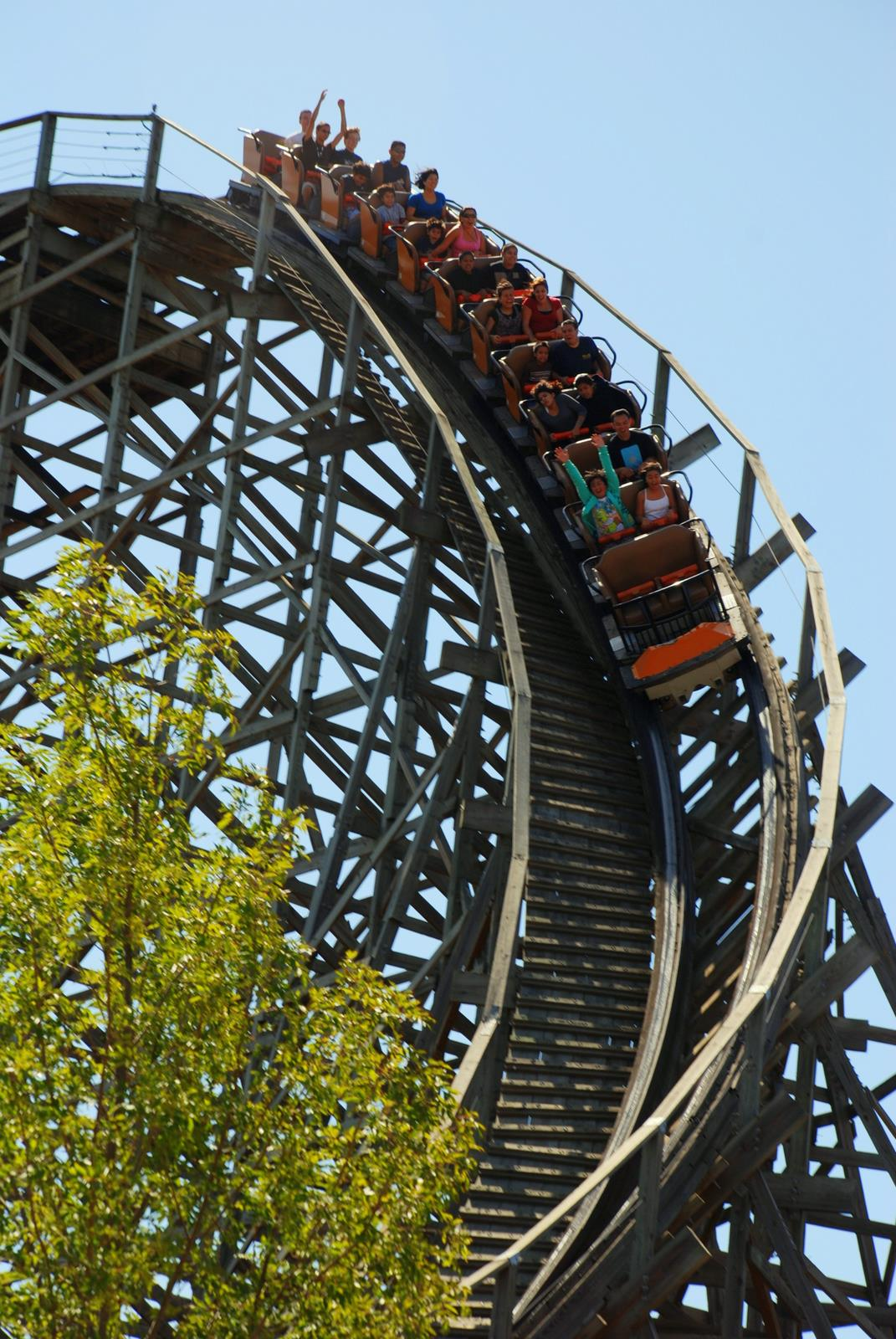
Roar

| Nom               | Type         | Constructeur                 | Année d'ouverture | Année de fermeture | Relocalisation                                                                                       |
| ----------------- | ------------ | ---------------------------- | ----------------- | ------------------ | --- |
| Greased Lightnin' | Navette      | Anton Schwarzkopf            | 2003              | 2006               | Cette attraction n'a jamais été construite                                                           |
| Pandemonium       | Tournoyantes | Gerstlauer                   | 2008              | 2012               | Relocalisé à Six Flags México sous le nom Joker en 2013.                                             |
| Roar              | Bois         | Great Coasters International | 1999              | 2015               | Ces montagnes russes sont devenues le Joker, un parcours de montagnes russes hybrides ouvert en 2016 |
| Zonga             | Assises      | Anton Schwarzkopf            | 2003              | 2006               | Relocalisé à Isla San Marcos Parque Temático sous le nom Tsunami en 2008.                            |

- Roar

### Les attractions aquatiques
| Nom                | Type                     | Constructeur | Année |
| ------------------ | ------------------------ | ------------ | ----- |
| Moonsoon Falls     | Shoot the Chute          | Intamin      | 1998  |
| White Water Safari | Rivière rapide de bouées | Intamin      | 1998  |

### Les attractions à sensations
| Nom                             | Type       | Constructeur          | Année d'ouverture |
| ------------------------------- | ---------- | --------------------- | ----------------- |
| Hammerhead Shark                | /          | Zamperla              | 1998              |
| Tazmanian Devil                 | Frisbee    | Huss Park Attractions | 1999              |
| VooDoo                          | Top Spin   | Huss Park Attractions | 1998              |
| Wilderness Adventure 4D Theater | Cinéma 4-D | /                     | 1997              |